# Simeon Boïkov
Simeon Boïkov, de son vrai nom Semen Mikhaïlovitch Boïkov (en russe : Семен Михайлович Бойков), plus connu sous le pseudonyme d'Aussie Cossack, né le 15 février 1990 à Sydney, est un militant et une personnalité d'Internet. Installé en Australie, il relaie la désinformation sur la pandémie de Covid-19 et la propagande de la Russie.

## Biographie
Semen Mikhaïlovitch Boïkov naît le 15 février 1990 à Sydney, de parents d'origine russe,. En 2014, il voyage en Russie et rencontre Igor Guirkine, commandant séparatiste du Donbass reconnu coupable de la destruction du vol Malaysia Airlines 17. Il se dit convaincu que l'avion n'a pas été abattu, contrairement aux conclusions de l'enquête, mais que son crash est un accident. De retour en Australie, il est arrêté en entrant sur le territoire et interrogé par plusieurs services de sécurité, avant d'être libéré. 
Simeon Boïkov fait son apparition sur les réseaux sociaux sous le pseudonyme d'Aussie Cossack (« cosaque australien »). Sa notoriété s'accroît fortement durant la pandémie de Covid-19, lorsqu'il commence à relayer et poster des publications antivaccination et à couvrir des manifestations d'opposition à la politique sanitaire du gouvernement. Totalisant plus de 200 000 abonnés sur Telegram, Facebook et YouTube, il est influent et se laisse interviewer par Alex Jones. Il est condamné à dix mois de prison pour avoir violé une obligation de silence et traité de pédophile un homme à une manifestation anti-confinement, en mai 2022. 
À partir du début de l'invasion de l'Ukraine par la Russie, il change de thématique et se met à relayer la propagande du Kremlin et la désinformation sur le conflit. Il soutient ouvertement l'invasion et devient le « premier propagandiste australien de Poutine ». Lors d'une manifestation de soutien à l'Ukraine au cours de l'invasion russe, il s'en prend physiquement à un homme de 76 ans lui ayant fait face alors qu'il filmait, le fait tomber à terre et le blesse légèrement à la tête. Il est arrêté par la police, accusé d'agression et son passeport est annulé, la veille de son départ prévu pour Moscou. Simeon Boïkov s'exclame au moment des faits être en situation de « légitime défense ». Son procès est fixé au 25 janvier 2023, mais il se réfugie dans le consulat russe d'Australie, où il se trouve hors d'atteinte des autorités australiennes et il n'est pas présent à son procès. Il est condamné en son absence en février 2023 et un deuxième mandat d'arrêt est émis à son encontre,. 
Depuis le consulat, il appelle les soldats russes sur le front, en particulier le Groupe Wagner, à faire prisonniers le plus possible d'Ukrainiens ou de combattants australiens de la Légion internationale pour pouvoir les échanger avec les autorités australiennes contre lui. Si aucun accord d'échange n'est conclu, il pourrait être obligé de quitter la représentation diplomatique pour purger sa peine en prison, avant d'avoir le droit de retourner en Russie. 
En avril 2023, sa chaîne YouTube est définitivement fermée par la plateforme, selon lui après qu'il a reposté des commentaires du sénateur Alex Antic au sujet de la politique vaccinale australienne. Le reste de sa communauté se replie vers des canaux plus confidentiels et il continue de propager des théories du complot.  
Fin septembre 2023, toujours enfermé dans le consulat russe, il se voit accorder la citoyenneté russe, après en avoir fait la demande officielle, prétextant être « victime de persécution ». Cependant, la Russie n'autorisant pas la double nationalité avec l'Australie, il serait obligé de renoncer à sa nationalité australienne, ce qui nécessite un processus complexe. 